# Ilse Weber (peintre)
Pour les articles homonymes, voir Ilse Weber et Weber.
Ilse Weber, également appelée Ilse Weber-Zubler, née Zubler le 30 mai 1908 à Baden et morte le 6 mars 1984 à Washington, était une peintre suisse. Elle est considérée comme une protagoniste important du régionalisme suisse. 

## Biographie
Ilse Zubler naît le 30 mai 1908 à Baden. Elle est la fille de l'ingénieur électricien Rudolf Zubler et de l'institutrice Frieda Zubler-Kieser. Après avoir fréquenté l'école supérieure de jeunes filles de Zurich et la classe de piano du conservatoire, elle suit des cours de peinture à Zurich avec Walter Müller à l'âge de 22 ans. À Paris, elle poursuit ses études avec Othon Friesz de 1936 à 1937. À Rome, elle rencontre son futur mari, Hubert Weber de Genève, en 1938, avec qui elle a une fille en 1941. Après la mort de son mari en 1944, elle travaille comme peintre professionnelle. En 1945, elle reçoit le prix d'encouragement de la Confédération suisse, en 1947 la bourse d'art suisse et une bourse fédérale pour un séjour d'étude à Florence. À Wettingen, elle se construit un atelier dans lequel elle travaillé de 1949 à 1974. Elle travaille ensuite  dans une grande salle de la filature de Wettingen. Parallèlement à son travail de dessin, elle accepte des commandes officielles et réalise des mosaïques, des peintures murales et des sgraffites pour des bâtiments publics. En 1982, elle s'installe avec la famille de sa fille à Washington. Le résultat est le groupe autonome d'œuvres "Americana", qui représente un point culminant de son œuvre[réf. souhaitée].
Ilse Weber meurt le 6 mars 1984 à Washington. 

## Expositions
- 1937 : du 16 au 24 octobre, Kursaal Baden[3]
- 1961 : du 14 avril au 2 mai, Galerie Rauch, Baden[3]
- 1967 : du 2 mars au 2 avril, Ilse Weber, Roland Guignard; Musée des Beaux-Arts d'Argovie, Aarau[3]
- 1972 : du 3 mars au 15 avril, Galerie Raeber, Lucerne[3]
- 1975 : du 9 septembre au 17 octobre, Galerie Raeber, Lucerne[3]
- 1993 : du 11 juin au 4 juillet, Gluri-Suter-Huus, Wettingen[3]
- 1999 : du 28 mai au 3 juillet, Genève
- 2018 : du 29 août au 13 octobre, Galerie Museum Baviera, Zürich

## Œuvres
- Wie eine Landschaft. Kunsthaus de Zurich 1992.
- Ausstellungskatalog. Galerie Raeber, Lucerne 1972.
- Avec Roland Guignard : Ausstellungskatalog. Aargauer Kunsthaus, Aarau 1967.